# Abba (rzeka)
Abba – strumień w Australii, w stanie Australia Zachodnia. Ma 24 km długości. Płynie w kierunku północno-zachodnim, uchodzi do zatoki Vasse Inlet Oceanu Indyjskiego w pobliżu miejscowości Busselton. Nazwa strumienia została po raz pierwszy zanotowana w 1834 roku przez Fredericka Ludlowa i jest słowem aborygeńskim, które najprawdopodobniej oznacza słowo powitalne używane przez Aborygenów z południowo-zachodniej Australii.